# Sergej Aleksandrovič Krylov
Sergej Aleksandrovič Krylov (russo: Серге́й Aлександрович Крыло́в; Mosca, 2 dicembre 1970) è un violinista russo.

## Biografia
Nato a Mosca da una famiglia di musicisti, comincia lo studio del violino all'età di cinque anni con il maestro Volodar Bronin. A soli sei anni tiene il suo primo concerto pubblico. Prosegue i suoi studi con Sergej Kravschenko e Abram Stern alla Scuola Centrale di Musica di Mosca e, nel 1980, a dieci anni, debutta con l'orchestra eseguendo il Concerto in la minore di Johann Sebastian Bach. In quel periodo si esibisce nei primi impegni concertistici di rilievo e con Pavel Kogan debutta in Russia, Cina, Polonia, Finlandia e Germania. A sedici anni incide il primo album, il Concerto di Mozart K. 219, e registra trasmissioni per la radio e la televisione sovietica. Successivamente si perfeziona con il maestro Salvatore Accardo all'Accademia Stauffer di Cremona e inizia a esibirsi con orchestre quali Berliner Philharmoniker, Orchestra Filarmonica di Buenos Aires, la Camerata Academica Salzburg, i Solisti Veneti, English Chamber Orchestra suonando con direttori come Vladimir Ashkenazy, Umberto Benedetti Michelangeli Jr., Yefim Bronfman, Mischa Maisky, Claudio Scimone, Maxim Vengerov, Mstislav Rostropovich. Si dedica inoltre alla musica da camera collaborando con artisti come Yuri Bashmet, Yefim Bronfman, Bruno Canino, Mischa Maisky, Maxim Vengerov, Andrea Bonatta, Gloria Campaner. Nel 1994 il padre Alexander realizza per lui il violino che Sergej adotterà per le sue esibizioni. Nel settembre 2012 diventa insegnante di violino presso il conservatorio della Svizzera Italiana a Lugano.

## Discografia
- N. Paganini, Moto perpetuo, Mosé, Polacca con variazioni, Campanella, Cantabile, Palpiti, Sonata n. 12, Capriccio, pf. Stefania Mormone, (1998) cd Agorà
- N. Paganini, 24 Capricci op. 1, (2016) Deutsche Grammophon
- A. Vivaldi, Quattro Stagioni/Conc. vl. R. 249, R. 284 - Krylov/Lithuanian CO, (2016) Deutsche Grammophon
- W. A. Mozart: Violin Concerto No. 5 in A Major "Turkish" - Tartini: Violin Sonata in G Minor "Devil's Trill" - Sergej Krylov/Lietuvos kamerinis orkestras/Saulus Sondeckis, (reg. 1988), Melodiya, (2015) CDK
- S. Prokof'ev, Two Sonatas op. 80, 94, Five Melodies op. 35, pf. S. Mormone, (1999) Nar Classical
- K. Penderecki, Concerto n. 2 Metamorphosen, dir. Maciej Tworek, (2017) cd Dux Recording

Ha inciso anche per le etichette EMI, Melodija ed Agorà.

## Riconoscimenti
- 1989: Primo premio al Concorso Internazionale “Rodolfo Lipizer” di Gorizia;
- Vince il Concorso “Antonio Stradivari” di Cremona;
- 1993: Premio della critica quale miglior interprete (Cile);
- 1998: Primo premio assoluto al concorso Antonio Stradivari di Cremona
- 2000: Primo premio assoluto al Concorso Fritz Kreisler di Vienna;
- 2000: riceve il Premio "Viotti d'oro".